# HD147922
HD147922 — хімічно пекулярна зоря спектрального класу A8, що має видиму зоряну величину в смузі V приблизно  8,8.
Вона  розташована на відстані близько 2013,3 світлових років від Сонця.